# Okręg wyborczy Bandon
Okręg wyborczy Bandon powstał w 1801 r. i wysyłał do brytyjskiej Izby Gmin jednego deputowanego. Okręg obejmował miasto Bandon w irlandzkim hrabstwie Cork. Został zlikwidowany w 1885 r.

## Deputowani do brytyjskiej Izby Gmin z okręgu Bandon
- 1801–1806: Broderick Chinnery, wigowie
- 1806–1807: Courtenay Boyle, torysi
- 1807–1807: Henry Boyle, wicehrabia Boyle, torysi
- 1807–1812: George Tierney, wigowie
- 1812–1815: Richard Boyle Bernard, torysi
- 1815–1818: William Sturges Bourne, torysi
- 1818–1820: Augustus Clifford, wigowie
- 1820–1826: James Bernard, wicehrabia Bernard, torysi
- 1826–1826: John Ponsonby, wicehrabia Duncannon, wigowie
- 1826–1830: lord John Russell, wigowie
- 1830–1831: James Bernard, wicehrabia Bernard, torysi
- 1831–1831: Francis Bernard, wicehrabia Bernard, torysi
- 1831–1832: Augustus Clifford, wigowie
- 1832–1835: William Smyth Bernard, Partia Konserwatywna
- 1835–1842: Joseph Devonsher Jackson, Partia Konserwatywna
- 1842–1857: Francis Bernard, wicehrabia Bernard, Partia Konserwatywna
- 1857–1863: William Smyth Bernard, Partia Konserwatywna
- 1863–1868: Henry Boyle Bernard, Partia Konserwatywna
- 1868–1874: William Shaw, Partia Liberalna
- 1874–1880: Alexander Swanston, Partia Liberalna
- 1880–1880: Percy Broderick Bernard, Partia Konserwatywna
- 1880–1885: Richard Lane Allman, Partia Liberalna